# Biblioteca de la Universidad Nacional Autónoma de Honduras
La Biblioteca de la Universidad Nacional Autónoma de Honduras trabaja para apoyar el desarrollo de la investigación, la docencia y el estudio, proporcionando el acceso a los recursos de información necesarios, propios de la Universidad o ajenos a ella. Los diferentes puntos de servicio atienden a toda la comunidad universitaria y se ofrecen en 10 centros universitarios, cada uno con varias bibliotecas de facultad, Centro de Recursos de Aprendizaje y museos especializados.

## Historia
El sistema bibliotecario de la Universidad Nacional Autónoma de Honduras inicia como biblioteca del centro universitario de estudios regionales en el año 1970 y posteriormente pasa a ser la biblioteca central de la UNAH. Desde el principio se concibió como un servicio estratégico de la Universidad.
Desde enero del 2012, y tras la presentación de la Biblioteca Centroamericana de la Biblioteca Virtual Miguel de Cervantes por SAR el Príncipe de Asturias en el Centro Cultural de España en Tegucigalpa integra conjuntamente con la Academia Hondureña de la Lengua, la Biblioteca Nacional Juan Ramón Molina y la Universidad Pedagógica Nacional Francisco Morazán la Comisión Nacional de la Biblioteca Virtual de las Letras Hondureñas: «Un hito que nos llena de orgullo a todos los que habitamos en la Patria Grande de la lengua que nos une».

## Estructura
En cifras totales la Biblioteca dispone de más de 100 000 libros, 5 000 libros electrónicos, 30 000 revistas en papel, 10 bases de datos, ofrece casi 2000 puestos de lectura y cuenta con 20 salas de estudio abierta en horarioos laborales de 8 A.M. a 8 P. m. 300 días al año (no se trabaja en domingos, feriados). Sus servicios son atendidos por más de 50 personas. 
Cada centro universitadio cuenta con sus propias bibliotecas, se presta libros a estudiantes universitarios con carnet de la universidad, a ciudadanos que presenten su tarjeta de identidad y también a estudiantes de escuelas y colegios.

### Bibliotecas en la Ciudad Universitaria
La ciudad universitaria cuenta con una biblioteca central y varias bibliotecas pertenecientes a las diferentes facultades.

#### Biblioteca Central
Se localiza en el edificio administrativo de la ciudad universitaria de la UNAH en la ciudad de Tegucigalpa,M.D.C. y está formado por varias salas:
- Colección General: Contiene la mayor parte de libros en la biblioteca, cubre todas las áreas de la ciencia en general, excepto los de las secciones restantes.
- Colección Hondureña: Esta sección tiene miles de libros de publicación nacional y tesis presentadas en la UNAH.
- Referencia: Sección dedicada para libros como diccionarios, mapas, es una sección de consultas y de estudio individual.
- Reserva: Cuenta con una selección de libros especial debido a su importancia y alta demanda.
- Hemeroteca: Cuenta con una gran colección de revistas, diarios nacionales desde hace más de cuarenta años.

Su número telefónico es 232-2110, extensión 149.

##### Directores de la Biblioteca Central y Sistema Bibliotecario
A lo largo de su historia, se han sucedido los siguientes directores de la Biblioteca:
- Primer director, 1968: Mary Hallam (bibliotecaria profesional, inglesa).
- Segundo director, 18 de junio de 1970-1972 y de 1974 al 1976: Ramiro Colindres Ortega.(Primer hondureño egresado de la Escuela Interamericana de Bibliotecología. Colombia)
- Tercer director, 1972 a 1974: Rosa Amalia Lardizabal (Segunda hondureña egresada de la Escuela Interamericana de Bibliotecología).[3]
- Quinto director, julio de 1976 a mayo de 1983: Liliana Cañadas Mejía.(Primera hondureña Máster en Ciencias de la información egresada de WMU. EUA).
- Sexta Directora: Orfylia Pinel junio de 1983 al 2007 Máster en Ciencias de la Información WMU. EUA.
- Encargada hasta 2007: Nelly Rodríguez

Se dan grandes cambios estructurales para la modernizaciòn en 2007 y pasa a ser parte de la Direcciòn Ejecutiva de Gestiòn de Tecnologìa DEGT con la Reforma Universitaria.
- Directora actual:

##### Capacitación del personal
Capacitación: Todo el personal del sistema bibliotecario recibe cursos de bibliotecología desde el año 1977. El personal se clasifica en profesional (con grado de licenciatura o máster), Paraprofesional (con cursos cortos de seis meses) y auxiliar (con entrenamiento en servicio).

##### Acceso del catálogo desde internet
El acceso del catálogo del sistema bibliotecario se realiza en línea, ahora se posee una Biblioteca virtual. El Sistema que usa la Biblioteca universitaria es al ALTAIR, con la Reforma Universitaria y la incorporación de la Biblioteca a la Direcciòn Ejecutiva de Gestiòn de Tecnologìa se han hecho enormes avances en su modernizaciòn y automatizaciòn de todos los procesos sobre todo el acceso a la informaciòn por parte de los usuarios.

#### Bibliotecas de facultad o escuela
Además de la biblioteca central, cada facultad cuenta con su propia biblioteca para que sus alumnos accedan a los libros que necesiten en el mismo edificio de su facultad.

### Biblioteca Médica Nacional
La facultad de medicina de la UNAH se localiza al lado del hospital escuela, en el primer nivel de este mismo edificio se encuentra la biblioteca médica nacional de Honduras, cuenta con una Biblioteca y Hemeroteca.

### UNAH-Copán
A Partir del año 2005 fue construido el edificio que albergaría la biblioteca del Centro Universitario Regional de Occidente en la ciudad de Santa Rosa de Copán.

### UNAH-Choluteca
El CURLP nace en 1997 ante la necesidad que muchos jóvenes emigraban a Ciudad Universitaria, y la gran mayoría de padres no contaban con recursos para enviar a sus hijos a continuar sus estudios. Al día de hoy la biblioteca del CURLP es una de la más completas de la UNAH con más de 7 mil textos y 1,400 reportes de proyectos de investigación. A pesar de muchas limitaciones en infraestructura, presupuestaria, la biblioteca brinda un gran servicio para las comunidades de la zona sur de Honduras, instruyendo hombres y mujeres con información actual. También se cuenta con una plataforma tecnológica en donde se encuentra cerca de los 900 libros electrónicos, y el enlace a otras bibliotecas del mundo.

### Otros centros

#### Centro de Recursos de Aprendizaje
El CRA se localiza en la ciudad universitaria de la UNAH, en Tegucigalpa, Patricia Hernàndez Cañadas su creadora, fungió como Directora hasta el año 2007, con la Reforma Universitaria el CRA pasa a ser un Departamento de Direcciòn Ejecutiva de Gestión de Tecnología y su Jefe actual es Josè Luis Reyes Lòpez, se ubica en la primera planta del edificio administrativo. Brinda el servicio de salas multimediales, materiales audiovisuales, videos, películas, también cuenta con salas de videoconferencia, cubículos para el uso de las tecnologìas de informaciòn y comunicaciòn como apoyo a las clases universitarias y también para colegios de educación media y escuelas de educaciòn bàsica.

## Aplicaciones informáticas
La Biblioteca y Archivo impulsa la innovación y el aprovechamiento de las nuevas tecnologías para ofrecer distintos servicios a sus usuarios, ha digitalizado muchos libros con equipo de alta tecnología desde hace más de cinco años.